# Pseudagrostistachys ugandensis
Pseudagrostistachys ugandensis är en törelväxtart som först beskrevs av John Hutchinson, och fick sitt nu gällande namn av Ferdinand Albin Pax och Käthe Hoffmann. Pseudagrostistachys ugandensis ingår i släktet Pseudagrostistachys och familjen törelväxter. Inga underarter finns listade i Catalogue of Life.